# 민생단 사건
민생단 사건(民生團事件)은 일제강점기 1932년부터 1936년까지 만주에서 조선인과 중국인에 의해 일어났던 조선인 학살 사건이다. 일제가 만든 친일반공주구단체 민생단, 그 후계 조직이라고 할 수 있는 간도협조회에서 유격근거지와 중공당 동만 조직에 침투시킨 스파이를 색출해야 한다는 반간첩투쟁 과정에서 희생된 사건이다. 1936년 반민생단투쟁이 종결 될 때까지, 그리고 1980년대 중국측의 조사에서 확인된 560여 명의 희생자 가운데 스파이였다고 확인되는 근거가 나온 경우는 없다. 희생자는 모두 조선인이었지만, 가해자도 조선인이었다. 중국인 희생자는 없었으며, 조직의 책임자였던 중국인이 가해자인 경우는 있다.

## 배경
1920년대 이후 일본 제국 관동군은 1928년 장작림 폭살 사건을 일으키는 등, 일본 본토 내각의 명령도 무시할 정도로 자신감이 충만해 있었다. 1929년 대공황이 터지고, 장작림 폭살 사건 이후 중국에서 일본 상품에 대한 대대적인 보이콧 운동이 벌어지는 등의 문제로 일본 제국은 재정적인 어려움에 처하게 되었다. 관동군은 이러한 경제적 위기를 이용하여 중국에 대한 대대적인 침략을 시작했고, 이는 1931년 만주사변으로 현실화되었다. 만주사변 이후 만주국이 수립되자, 제1차 국공 내전으로 시끄럽던 중국에서는 일본에 맞서 싸워야 한다는 여론이 크게 형성되었다.
한편, 1919년 3·1 운동 이후 민족 개량, 실력 양성, 자치를 내건 일본제국의 문화 통치가 조선 내에서는 일정한 성과를 거두어, 소위 민족주의 계열의 우익 독립운동가들이 차츰 변절하였다. 독자적인 세력과 투쟁력을 확보한 좌파 세력은 우파 세력과의 비합작 및 단독 투쟁 노선을 확인하면서, 광주 학생 운동과 간도 폭동을 일으키는 등 극한 투쟁의 길로 들어선다. 3·1 운동 이후 일제의 감시강화로 국내 무장투쟁이 어려워지자 대다수 좌파 무장투쟁가들은 만주로 옮겨갔고, 코민테른 1국1당 원칙에 따라 만주에서 독자적인 정당을 설립할 수 없었던 이들은 중국공산당과 합작하여 항일 전선을 구축한다. 이에 일본제국은 중국공산당과 조선인으로 결성된 무장 세력을 분열하려는 공작을 시도하게 된다.

## 전개

### 민생단 결성과 해체
중국 내 조선인과 중국의 항일 세력이 합작하자 그것을 와해하고자 일본제국은 1932년 2월 조선인들로 구성된 민생단(民生團)이라는 비밀 어용 단체를 조직했다. 최남선의 매부 박석윤(朴錫胤)이 동민회(同民會) 계열의 친일파 조병상(曺秉相)과 북간도의 친일파 김동한(金東漢)·김택현(金澤鉉)·이경재(李庚在)·이인선(李仁善)·최윤주(崔允周) 등 친일 조선인들과 협의하여 만주 사변 직후부터 조직을 준비하하고 있었으며, 조선총독부와 간도일본총영사관에서는 이들을 후원하여 1932년 2월 5일 일본제국 육군 대좌 출신 박두영(朴斗營)을 단장으로 하는 민생단을 용정에서 발족하였다. 재만 조선인의 생활 안정과 낙토 건설을 표방하였으나, 기실은 조선인과 중국인을 이간질하고 중국공산당 조직과 그 산하 대중단체를 파괴하려는 친일반공 밀정 조직이었다. 중국공산당 조직이 강력하여 별 성과를 내지 못하자 1932년 7월 스스로 사무소를 폐쇄하였다.

### 송노톨 사건
그러던 1932년 8월, 만주국 연길의 농민협회 기관지 인쇄 책임자로 일하던 조선인 송노톨(宋老頭)이라는 자가 일본제국 헌병에게 사로잡혔다가 1주일만에 빠져나오는 일이 있었다. 민생단의 존재에 대해 무척 예민해져 있던 조·중 연합 항일유격대원들은 송노톨이 민생단원이라고 의심하기 시작했다.
1932년 10월에는 항일유격대원이 일본군 몇 명을 생포했는데, 사로잡힌 일본인들은 송노톨이 관동군 헌병대에 매수된 민생단 조직원이라고 진술했다. 그 정보에 토대해 중국공산당 동만주특별위원회(동만특위)에서는 송노톨을 사로잡아 고문하며 민생단 조선인 간부의 명단을 요구하였고, 송노톨은 조선인 몇 명의 이름을 거론하였다. 동만특위는 같은 해 11월에 시작해 12월까지 송노톨을 처형하는 것을 시작으로, 민생단으로 의심되는 조선인 200여 명을 붙잡아 처형하는 반민생단 투쟁을 시작하였다.

### 박두남 사건
다만 1932년까지 중국공산당 동만특위의 반민생단 투쟁은 그 기세가 격렬하지는 않았는데, 이는 항일투쟁을 함께하던 조선인과 중국인 사이의 유대감이 아직은 끈끈했기 때문이다. 그런데 1933년 5월 훈춘유격대 정치위원이었던 박두남(朴斗南)이 조선인 중국공산당원 반경유(潘慶由: 조선명 이기동(李起東)를 사살하고 도주하는 사건이 일어난다. 박두남은 이후 일제에 투항해 유격대 근거지 파괴에 앞장섰다. 이 사건은 만주의 조선인 및 중국인들을 크게 동요하게 했고, 동만특위는 반민생단 투쟁을 더욱 치열하게 진행할 것을 지시했다.

### 무차별한 숙청
박두남 사건 이후 민생단에 큰 적대감을 품은 조·중 연합 전선은 민생단으로 추정되는 조선인에 대한 대대적인 숙청을 시작한다. 그런데 문제는 누가 민생단원이고 누가 아닌지를 증명할 수 있는 방법이 사실상 전무하다는 점에 있었다. 동만특위는 체포해야 하는 민생단원의 할당량을 정하기에 이르렀고, 반민생단 투쟁은 비이성적으로 폭주하는 양상을 띠게 되었다.
처음에는 그럴듯한 정치적 이유로 숙청이 시작되었지만, 일단 숙청이 가속화되자 사정은 달라졌다. 밥을 흘려도 민생단(어렵게 구한 식량을 허비하니까), 밥을 설구거나 태워도 민생단, 밥을 물에 말아 먹어도 민생단(화장실에 자주 가는 것은 전투력을 약화시키니까), 배탈이 나거나 두통을 호소해도 민생단, 사람들 앞에서 한숨을 쉬어도 민생단(혁명의 장래에 불안감을 조장하니까), 설사를 해도 민생단, 고향이 그립다고 말해도 민생단(민족주의와 향수를 조장하니까), 일이 어렵다고 불평해도 민생단, 일을 너무 열심히 해도 민생단(정체를 감추려고 일을 열심히 한 것이니까), 일제의 감옥에서 처형되지 않고 살아돌아와도 민생단, 오발을 해도 민생단, 가족 중에 민생단 혐의자가 나와도 민생단, 민생단 혐의자와 사랑에 빠져도 민생단, 옷을 허름하게 입어도 민생단으로 몰리는 등 무고한 사람들을 일제의 간첩으로 모는 꼬투리는 끝이 없었다.

동만주특별위원회와 현위의 간부 이상묵(李相默)은 조선인 유격대원 중 70% 이상이 민생단원이라고 주장하며 60여 명의 조선인을 처형하였다.
훈춘현 공산주의청년단 서기로 일하던 정필국(鄭弼局)은 어려서 가족을 모두 일제에 잃어 반민생단 투쟁에 앞장서다 점차 회의감을 품고 소극적으로 변했는데, 이것이 꼬투리가 되어 민생단원으로 몰려 사형에 처해졌다. 정필국은 구사일생으로 살아나 보초들에게 살려달라 애원했으나 후환을 걱정한 보초들에게 몽둥이로 맞아 죽었다.
왕청유격대 창시자 중 한 명인 양성룡(梁成龍)은 간도참변으로 아버지와 외할아버지를 잃고, 일제의 간도 토벌로 어머니와 애인 등 여덟 식구를 잃었지만 민생단으로 지목되어 체포되었다. 그는 처형당할 위기에 처했으나 처형장에서 군중들이 항의하여 구사일생으로 살아났다.
이외에 동북인민혁명군 독립사(師) 간부 박동근(朴東根), 독립군 출신 유격대 지휘관 윤창범, 화룡현위 서기 김일환 등이 민생단원으로 몰려 희생되었으며, 1932년 11월부터 1936년 2월까지 1,000여 명이 넘는 조선인들이 민생단으로 몰려 처형되었다.

## 영향
중국공산당 내 민생단 밀정이 전원 조선인이었으므로, 중국인은 그리고 조선인은 조선인을 믿지 못하게 되었고 무고하게 처형된 조선인들의 가족들과 동료들이 조선인들과 중국인들에게 감정이 생기게 된 결과 조선인과 조선인 그리고 조선인과 중국인의 연대가 약화한다.

## 민생단 사건을 다룬 작품
김연수, 《밤은 노래한다》, 문학과 지성사, 2008.10.01. ISBN 978-89-320-1900-0

## 같이 보기
- 만보산 사건
- 한홍구